# Хигиена на труда
Хигиена на труда е раздел на хигиената, изучаващ въздействието на трудовия процес и околната производствена среда върху организма на работниците, с цел разработване на санитарно-хигиенни и лечебно-профилактични нормативи и мероприятия, насочени към създаване на по-благоприятни условия на труд.
Задачи:
1. Оценка на здравето на работещите;
2. Връзка на здравето с условията на труда и работните процеси;
3. Подпомагане на управлението на здравето, уменията и работоспособността на цялото население;
4. Управление на индивидуални случаи в аспект на работоспособност и произвоодителност.